# Organización de la Juventud Mozambiqueña
La Organización de la Juventud Mozambiqueña (en portugués: Organização da Juventude Moçambicana) abreviado como OJM es la rama juvenil del Frente de Liberación de Mozambique (FRELIMO), partido político gobernante de Mozambique desde la independencia y, a su vez, la organización juvenil más grande y antigua del país. Cuenta con aproximadamente 2.5 millones de miembros. Su actual presidente es Mety Gondola, que ejerce el cargo desde noviembre de 2015.
La OJM fue creada el 29 de noviembre de 1977, durante el régimen de la República Popular de Mozambique, por lo que era la única organización política juvenil legal del país, y tenía el deber constitucional de promover los objetivos ideológicos marxistas del FRELIMO entre la juventud del país. Tras la instauración del multipartidismo en 1990, se reformó para convertirse simplemente en la rama juvenil del FRELIMO como partido político común y corriente. La organización declara como su misión promover el patriotismo, la educación y la movilización entre los jóvenes e involucrarlos en los desafíos del desarrollo en Mozambique.